# Brandhärd
Brandhärd ist eine Hip-Hop-Band aus den Baselbieter Gemeinden Allschwil und Schönenbuch. Während die Gruppe zunächst vor allem im Raum Basel bekannt war, ist sie heute in der ganzen Deutschschweiz bekannt.

## Biografie
Die Crew der drei Freunde Johny Holiday, Fetch und Fierce gibt es schon seit 1997. Im Jahr 1999 hatten sie die ersten Auftritte und im Jahr 2000 erschien das Demotape Hip-Hop für d’Aiightgnossäschaft. Später folgte die EP Flächebrand. Es folgten erste Videoclips und eine verstärkte Bühnenpräsenz.
2003 landeten sie mit Noochbrand den ersten Hit, der sich in den Schweizer Charts (beste Position 53) einreihen konnte, zwei Jahre später folgte das Album Zeiche setze, welches in den Top 20 platziert war. Einstiegs- und zugleich auch beste Position war Platz 13. Zeiche setze war das erste Album von Brandhärd, welches über das Label Musikvertrieb (muve) erschien.
2007 erschien das Album Brandrenalin, welches in der offiziellen Schweizer Hitparade auf Platz 19 in den Albumcharts einstieg. Nach 5 weiteren Wochen verschwand die CD wieder aus den Charts.
Im September 2006 schloss sich die Gruppe mit dem Kameruner Rapper Mamoney zusammen, mit dem sie zahlreiche Konzerte gab und im April 2007 das Kollabo-Album Même sang veröffentlichte. Dieses erreichte eine Woche nach Verkaufsstart in der Schweizer Hitparade Rang 44, konnte sich dort aber nur drei Wochen halten, nachdem es zuerst auf den 52. und danach auf den 96. Platz zurückgefallen war. Auch Même Sang erschien über Muve.
Im Jahr 2010 erschien das Album Blackbox.
Am 11. September 2015 wurde das Album Zuckerbrot & Peitsche veröffentlicht. Dieses Album erreichte die bisher höchste Chartplatzierung der Band. 2018 erschien zudem zum 20-jährigen Jubiläum das Best-Of-Album 1997. 2022 veröffentlichte die Band ihr neustes Album Bländet vom Liecht.

## Diskografie
- 2000: Hip-Hop für d’Aiightgnossäschaft (Tape)
- 2001: Brandalarm (Maxi)
- 2002: Flächebrand (EP)
- 2003: Noochbrand (EP)
- 2004: Survival of the Hartnäckigscht (Maxi)
- 2005: Zeiche setze
- 2007: Même sang (mit Mamoney)
- 2007: Brandrenalin
- 2010: Blackbox
- 2015: Zuckerbrot & Peitsche
- 2018: 1997
- 2022: Bländet vom Liecht

## Auszeichnungen
- 2004: Kulturpreis Allschwil[4]
- 2007: Best Swiss Hiphop Music Video-Nomination an der Slangnacht
- 2007: Jury- und den Publikumspreis-Nominierung an den 43. Solothurner Filmtagen
- 2008: Best Swiss Hiphop Music Video an der Slangnacht[5]
- 2010: RegioSoundCredits[6]
- 2010: Best Rap Combo an der Slang Nacht
- 2010: 2. Basler Pop-Preis Publikumspreis[7]